# Riu Escamandre
El riu Escamandre (grec antic: Σκάμανδρος, en turc Karamenderes o Menderees Çay) és un riu de Turquia de la zona de Tròada, de 75 km de llarg, que neix al vessant nord del Mont Ida, al nord del golf d'Edremit. Desemboca a la mar Egea, a la part sud-est del golf de Çanakkale, a 7 km al nord-oest de les ruïnes de l'antiga Troia. A la part baixa del riu s'esdevenen les batalles que descriu la Ilíada.
Homer indica que Escamandre era el nom que li donaven els humans, mentre que els déus l'anomenaven Xantos (grec antic: Ξάνθος), que vol dir grogós. Malgrat el que diu Homer, Plini el Vell assegura que eren dos rius diferents. També diu que l'aigua groguenca del Xantos tenia el poder de tenyir de groc la llana de les ovelles que en bevien. Es deia que el nom d'Escamandre li venia per un príncep emigrat de Creta, Escamandre.
Homer diu que el riu tenia dues fonts properes a Troia, i d'una en sortia aigua freda i de l'altra aigua calenta, i que les troianes hi anaven a rentar la roba. Segons Estrabó, el riu Escamandre passava per les poblacions de Reti i Troia, a la plana d'Escamàndria, on formava una acumulació de fang fluvial (anomenat Estamolimne). També diu que al seu temps no hi havia aigües termals en aquest riu i que només tenia una font mol lluny de Troia, al mont Ida. Homer diu que era un riu gran i profund, però Heròdot explica que les seves aigües no van ser suficients per saciar la sed de l'exèrcit de Xerxes.
L'Escamandre s'unia a un altre riu anomenat Simoeis, i recorrien encara uns 20 estadis en direcció est abans d'arribar al mar, vora el cap Sigèon. Claudi Ptolemeu, i pel que sembla Pomponi Mela, assignaven a cada riu la seva pròpia desembocadura, el Simoeis arribava al mar Egeu en un punt situat al nord de la desembocadura de l'Escamandre. Sembla que en temps d'Estrabó, l'Escamandre es perdia entre el fang abans d'arribar al mar, i hi havia un canal que unia els dos rius. Plini el Vell diu que l'Escamandre era navegable, però segurament es refereix a aquest canal.